# Distrito de Chambéry
El distrito de Chambéry es un distrito (en francés arrondissement) de Francia, que se localiza en el departamento de Saboya (en francés Savoie), de la región de Ródano-Alpes. Cuenta con 22 cantones y 161 comunas.

## División territorial

### Cantones
Los cantones del distrito de Chambéry son:
1. Cantón de Aix-les-Bains-Centre
2. Cantón de Aix-les-Bains-Nord-Grésy
3. Cantón de Aix-les-Bains-Sud
4. Cantón de Albens
5. Cantón de Chambéry-Est
6. Cantón de Chambéry-Nord
7. Cantón de Chambéry-Sud
8. Cantón de Chambéry-Sud-Ouest
9. Cantón de Chamoux-sur-Gelon
10. Cantón de Le Châtelard
11. Cantón de Cognin
12. Cantón de Les Échelles
13. Cantón de Montmélian
14. Cantón de La Motte-Servolex
15. Cantón de Le Pont-de-Beauvoisin
16. Cantón de La Ravoire
17. Cantón de La Rochette
18. Cantón de Ruffieux
19. Cantón de Saint-Alban-Leysse
20. Cantón de Saint-Genix-sur-Guiers
21. Cantón de Saint-Pierre-d'Albigny
22. Cantón de Yenne

### Comunas
| 1. Aiguebelette-le-Lac (73001)          | 2. Aillon-le-Jeune (73004)                 | 3. Aillon-le-Vieux (73005)              | 4. Aix-les-Bains (73008)                |
| 5. Albens (73010)                       | 6. Apremont (73017)                        | 7. Arbin (73018)                        | 8. Arith (73020)                        |
| 9. Arvillard (73021)                    | 10. Attignat-Oncin (73022)                 | 11. Avressieux (73025)                  | 12. Ayn (73027)                         |
| 13. La Balme (73028)                    | 14. Barberaz (73029)                       | 15. Barby (73030)                       | 16. Bassens (73031)                     |
| 17. La Bauche (73033)                   | 18. Bellecombe-en-Bauges (73036)           | 19. Belmont-Tramonet (73039)            | 20. Betton-Bettonet (73041)             |
| 21. Billième (73042)                    | 22. La Biolle (73043)                      | 23. Bourdeau (73050)                    | 24. Le Bourget-du-Lac (73051)           |
| 25. Bourget-en-Huile (73052)            | 26. Bourgneuf (73053)                      | 27. La Bridoire (73058)                 | 28. Brison-Saint-Innocent (73059)       |
| 29. Cessens (73062)                     | 30. Challes-les-Eaux (73064)               | 31. Chambéry (73065)                    | 32. Chamousset (73068)                  |
| 33. Chamoux-sur-Gelon (73069)           | 34. Champ-Laurent (73072)                  | 35. Champagneux (73070)                 | 36. Chanaz (73073)                      |
| 37. La Chapelle-Blanche (73075)         | 38. La Chapelle-Saint-Martin (73078)       | 39. La Chapelle-du-Mont-du-Chat (73076) | 40. La Chavanne (73082)                 |
| 41. Chignin (73084)                     | 42. Chindrieux (73085)                     | 43. Châteauneuf (73079)                 | 44. Le Châtelard (73081)                |
| 45. Cognin (73087)                      | 46. Coise-Saint-Jean-Pied-Gauthier (73089) | 47. La Compôte (73090)                  | 48. Conjux (73091)                      |
| 49. Corbel (73092)                      | 50. La Croix-de-la-Rochette (73095)        | 51. Cruet (73096)                       | 52. Curienne (73097)                    |
| 53. Domessin (73100)                    | 54. Doucy-en-Bauges (73101)                | 55. Drumettaz-Clarafond (73103)         | 56. Dullin (73104)                      |
| 57. Les Déserts (73098)                 | 58. Détrier (73099)                        | 59. Entremont-le-Vieux (73107)          | 60. Francin (73118)                     |
| 61. Fréterive (73120)                   | 62. Gerbaix (73122)                        | 63. Gresin (73127)                      | 64. Grésy-sur-Aix (73128)               |
| 65. Hauteville (73133)                  | 66. Jacob-Bellecombette (73137)            | 67. Jarsy (73139)                       | 68. Jongieux (73140)                    |
| 69. Laissaud (73141)                    | 70. Lescheraines (73146)                   | 71. Loisieux (73147)                    | 72. Lucey (73149)                       |
| 73. Lépin-le-Lac (73145)                | 74. Les Marches (73151)                    | 75. Marcieux (73152)                    | 76. Meyrieux-Trouet (73156)             |
| 77. Mognard (73158)                     | 78. Les Mollettes (73159)                  | 79. Montagnole (73160)                  | 80. Montcel (73164)                     |
| 81. Montendry (73166)                   | 82. Montmélian (73171)                     | 83. La Motte-Servolex (73179)           | 84. La Motte-en-Bauges (73178)          |
| 85. Motz (73180)                        | 86. Mouxy (73182)                          | 87. Myans (73183)                       | 88. Méry (73155)                        |
| 89. Nances (73184)                      | 90. Novalaise (73191)                      | 91. Le Noyer (73192)                    | 92. Ontex (73193)                       |
| 93. Planaise (73200)                    | 94. Le Pont-de-Beauvoisin (73204)          | 95. Le Pontet (73205)                   | 96. Presle (73207)                      |
| 97. Pugny-Chatenod (73208)              | 98. Puygros (73210)                        | 99. La Ravoire (73213)                  | 100. Rochefort (73214)                  |
| 101. La Rochette (73215)                | 102. Rotherens (73217)                     | 103. Ruffieux (73218)                   | 104. Saint-Alban-Leysse (73222)         |
| 105. Saint-Alban-de-Montbel (73219)     | 106. Saint-Baldoph (73225)                 | 107. Saint-Béron (73226)                | 108. Saint-Cassin (73228)               |
| 109. Saint-Christophe (73229)           | 110. Saint-Franc (73233)                   | 111. Saint-François-de-Sales (73234)    | 112. Saint-Genix-sur-Guiers (73236)     |
| 113. Saint-Germain-la-Chambotte (73238) | 114. Saint-Girod (73239)                   | 115. Saint-Jean-d'Arvey (73243)         | 116. Saint-Jean-de-Chevelu (73245)      |
| 117. Saint-Jean-de-Couz (73246)         | 118. Saint-Jean-de-la-Porte (73247)        | 119. Saint-Jeoire-Prieuré (73249)       | 120. Saint-Maurice-de-Rotherens (73260) |
| 121. Saint-Offenge-Dessous (73263)      | 122. Saint-Offenge-Dessus (73264)          | 123. Saint-Ours (73265)                 | 124. Saint-Paul (73269)                 |
| 125. Saint-Pierre-d'Albigny (73270)     | 126. Saint-Pierre-d'Alvey (73271)          | 127. Saint-Pierre-d'Entremont (73274)   | 128. Saint-Pierre-de-Curtille (73273)   |
| 129. Saint-Pierre-de-Genebroz (73275)   | 130. Saint-Pierre-de-Soucy (73276)         | 131. Saint-Sulpice (73281)              | 132. Saint-Thibaud-de-Couz (73282)      |
| 133. Sainte-Hélène-du-Lac (73240)       | 134. Sainte-Marie-d'Alvey (73254)          | 135. Sainte-Reine (73277)               | 136. Serrières-en-Chautagne (73286)     |
| 137. Sonnaz (73288)                     | 138. La Table (73289)                      | 139. Thoiry (73293)                     | 140. La Thuile (73294)                  |
| 141. Traize (73299)                     | 142. Tresserve (73300)                     | 143. La Trinité (73302)                 | 144. Trévignin (73301)                  |
| 145. Verel-Pragondran (73310)           | 146. Verel-de-Montbel (73309)              | 147. Le Verneil (73311)                 | 148. Verthemex (73313)                  |
| 149. Villard-Léger (73315)              | 150. Villard-Sallet (73316)                | 151. Villard-d'Héry (73314)             | 152. Villaroux (73324)                  |
| 153. Vimines (73326)                    | 154. Vions (73327)                         | 155. Viviers-du-Lac (73328)             | 156. Voglans (73329)                    |
| 157. Yenne (73330)                      | 158. Les Échelles (73105)                  | 159. École (73106)                      | 160. Épersy (73108)                     |
| 161. Étable (73111)                     |                                            |                                         |                                         |